# Opistocyclus
Opistocyclus is een geslacht van wantsen uit de familie van de Miridae (Blindwantsen). Het geslacht werd voor het eerst wetenschappelijk beschreven door Bertil Robert Poppius in 1914.

## Soorten
Het genus bevat de volgende soorten:

- Opistocyclus milimanis (Odhiambo, 1967)
- Opistocyclus myrmecoides Poppius, 1914
- Opistocyclus myrmecoroides Poppius, 1914